# Chrissy Amphlett
Christine Joy Amphlett, detta Chrissy (Geelong, 25 ottobre 1959 – New York, 21 aprile 2013), è stata una cantante australiana.
È stata la cantante del gruppo rock Divinyls.

## Biografia
Nata a Geelong, si trasferì da adolescente in Europa. Nel 1980 fondò, insieme a Mark McEntee, il gruppo Divinyls. Comparve come attrice nel film Monkey Grip (1982), del quale scrisse anche le musiche. 
Con i Divinyls raggiunse il successo internazionale col singolo I Touch Myself (1991) e pubblicò cinque album in studio, prima della pausa intrapresa dal gruppo nel 1996.
Nel 2007 comunicò di essere malata di sclerosi multipla. 
Nel 2010 rivelò di avere un cancro al seno e di essersi trasferita a New York col marito. A causa della contemporaneità delle due malattie, non poté ricevere la chemioterapia come trattamento per il cancro. Morirà nell'aprile 2013 all'età di 53 anni.